# 李稚廉
李稚廉（508年—574年），《北史》为唐高宗避讳，他的名字被写作幼廉，赵郡高邑县人，南北朝东魏、北齐官员。
李稚廉是北魏殷州别驾李绍宗的儿子，李义深的弟弟。他从小欲望就很少，别人给他金银珠宝，他都不拿，而是扔在地上，因此州牧称他“蒙稚而廉”，并为他取名稚廉。他聪慧好学，十五岁时就通晓五经的章句。葛荣之乱爆发后，他为躲避战乱前往洛阳。永安年间，他被任命为奉朝请。531年，他担任开府记室、龙骧将军、广州征南府录事参军，但没有赴任。不久后，他转任开府谘议参军事、前将军。
东魏天平年间，李稚廉被高欢提拔，担任泰州开府长史、平北将军。后来在高澄麾下任骠骑府长史，又被高澄推荐为济州仪同长史，之后还转任瀛州长史。高欢经过冀州时，核对了河北六州的行政文书，调查户口的增减情况，并指出账簿中的疏漏。由于李稚廉率先整顿了行政事务，他所管辖的区域没有不合规的地方，成为了各州的榜样。各州的长史和守令都受到了斥责并谢罪，只有李稚廉受到了赞扬，还被赏赐了牛、酒。高欢回到并州后，把这件事告诉了高澄，高澄高兴地说：“我看人是准的。”
547年，高澄继承高欢的位置后，召见李稚廉到晋阳，任命他为霸府掾。高澄因为并州是高氏的根据地，所以下令推荐优秀的长史，但众人都有顾虑，没有回应。于是高澄举荐李稚廉，任命他为并州长史。李稚廉住在高澄的府邸中，与陇西的辛术等六人一同被称为“馆客”，受到上宾的礼遇。
550年，北齐建国后，李稚廉被任命为安南将军、太原郡太守。齐文宣帝召见他，询问政治方针时，他主张施行宽容的行政和刑罚。但文宣帝倾向于严格执法，李稚廉强烈反对，这让文宣帝很不高兴。当话题谈到杨愔时，李稚廉误称其为“杨公”，因此被人抓住把柄，被贬为济阴郡守，同时兼任西兖州刺史。后来他被召回，担任太府少卿，不久后转任廷尉少卿，还曾任太尉长史。560年，齐孝昭帝即位后，李稚廉兼任散骑常侍、省方大使。李稚廉巡视地方返回后，上奏的许多建议都被采纳。他被任命为合州刺史，政绩显著，但任期未满就代理怀州刺史。被召回朝廷后，他兼任太仆卿，后来转任大司农卿、赵州大中正。565年，他被加授骠骑大将军、大理卿的职位，世人称赞他公正平直。
和士开专权时，李稚廉被贬为南青州刺史。当时主簿徐乾行为蛮横，李稚廉将他逮捕入狱。徐乾试图向李稚廉赠送黄金和歌妓婢女，但李稚廉没有接受，最终将徐乾处死。后来他被召回，担任并省都官尚书。574年三月，李稚廉在晋阳去世，享年六十七岁。朝廷追赠他为仪同三司、信义二州刺史、吏部尚书。